# E (hudební skupina)
Hudební skupina E je brněnská formace alternativního a experimentálního rocku, působící v letech 1985–1997.

## Členové
- Vladimír Kokolia – zpěv, texty
- Josef Ostřanský – kytara, rytmika
- Vladimír Václavek – basová kytara, kytara, rytmika

## Charakteristika
Instrumentalisty skupiny jsou Josef Ostřanský a Vladimír Václavek, známí svou spoluprací se zpěvačkou Ivou Bittovou a z brněnské formace Dunaj. kteří mimo to  již předtím spolupracovali v alternativně hudebním akustickém triu Domácí lékař. Frontmanem seskupení je zpěvák a textař Vladimír Kokolia, známý především jako malíř, grafik a kreslíř, v současnosti působící jako vedoucí pedagog grafického ateliéru 2 na Akademii výtvarných umění v Praze.
Hudba skupiny je založena na vzájemně se proplétajících rifech obou kytaristů, tvořících komplikované smyčky spolu s úspornou kontrarytmikou. Dvě nahraná alba souboru představují jen část produkce souboru. Oba kytaristé jsou na pódiu vybaveni též částmi bicí soupravy a provázaně hrají na oba instrumenty, Vladimír Kokolia pak současně obsluhuje nášlapný elektronický kobereček perkusí.

## Diskografie
- E /Live/, Globus International, CD, 1990
- I Adore Nothing I Believe It Doesn´t Exist, Rachot, CD, 1994